# 67 до н. е.

## Події
- Консули Гай Кальпурній Пізон і Маній Ацилій Глабріон (два плебеї). Плебейські трибуни Луцій Росцій, Авл Габіній, Луцій Требеллій. Пропретор Африки Луцій Сергій Катіліна.
- Мітрідат повертається в Понт і розбиває римські війська.
- Кносс на Криті узятий і зруйнований римлянами. Приєднання Криту до Риму.
- Йоханан Гіркан II розділив владу з братом Аристобулом II, фактично став правителем Юдеї. Антипатр Ідуменянин підняв заколот на підтримку Гіркана. Почалася громадянська війна між Гірканом і Аристобулом.

## Померли
- Гней Сервілій Цепіон — політичний та військовий діяч Римської республіки.
- Луцій Корнелій Сізенна — давньоримський політик, військовик, історик-анналіст.
- Саломея Александра — цариця Юдеї з 76 по 67 роки до н. е.